# AFL sezona 1962.
AFL sezona 1962. je bila treća po redu sezona AFL lige američkog nogometa. Završila je 23. prosinca 1962. utakmicom između pobjednika istočne divizije Houston Oilersa i pobjednika zapadne divizije Dallas Texansa u kojoj su pobijedili Texansi rezultatom 20:17 i tako osvojili svoj prvi naslov prvaka AFL-a.

## Poredak po divizijama na kraju regularnog dijela sezone
| Istočna divizija |     |     |     |      |     |     |
| Momčad           | Pob | Por | Ner | %    | P+  | P-  |
| Houston Oilers*  | 11  | 3   | 0   | 78.6 | 387 | 270 |
| Boston Patriots  | 9   | 4   | 1   | 69.2 | 346 | 295 |
| Buffalo Bills    | 7   | 6   | 1   | 53.8 | 309 | 272 |
| New York Titans  | 5   | 9   | 0   | 35.7 | 278 | 423 |

| Zapadna divizija   |     |     |     |      |     |     |
| Momčad             | Pob | Por | Ner | %    | P+  | P-  |
| Dallas Texans*     | 11  | 3   | 0   | 78.6 | 389 | 233 |
| Denver Broncos     | 7   | 7   | 0   | 50.0 | 353 | 334 |
| San Diego Chargers | 4   | 10  | 0   | 28.6 | 314 | 392 |
| Oakland Raiders    | 1   | 13  | 0   | 7.1  | 213 | 370 |

Napomena: * - ušli u doigravanje, % - postotak pobjeda, P± - postignuti/primljeni poeni

## Doigravanje

### Prvenstvena utakmica AFL-a
- 23. prosinca 1962. Houston Oilers - Dallas Texans 17:20

## Nagrade za sezonu 1962.
- Najkorisniji igrač (MVP) - Cookie Gilchrist, fullback, Buffalo Bills

## Statistika po igračima
- Najviše jarda dodavanja: Frank Tripucka, Denver Broncos - 2917
- Najviše jarda probijanja: Cookie Gilchrist, Buffalo Bills - 1096
- Najviše uhvaćenih jarda dodavanja: Art Powell, New York Titans - 1130